# AquaDuck (attractie)
AquaDuck is een waterattractie gelegen op de schepen Disney Dream en Disney Fantasy en op de Disney Wish als AquaMouse van de Disney Cruise Line.

## Geschiedenis
Disney Cruise Line kondigde in 2007 de ontwikkeling aan van AquaDuck dat zich op twee nieuwe cruiseschepen moest gaan bevinden. De Duitse scheepswerf Meyer Werft bouwden zowel de Disney Dream als de Disney Fantasy met de AuqaDuck. In 2022 werd de Disney Wish door Meyer Werft opgeleverd met de AquaMouse.

## Ontwerp

### AuqaDuck
AquaDuck is 230 meter lang en is gevestigd op palen van 14 meter hoogte. De AquaDuck is een combinatie van een waterglijbaan met eigenschappen van een achtbaan. De attractie is gemaakt van transparante acrylmaterialen. In de acrylbuizen worden waterstralen gebruikt voor het voorstuwen bergopwaarts. Het thema van de AquaDuck zijn de neefjes Kwik, Kwek en Kwak van Donald Duck. In de wachtrij van de attractie worden strips (lijkend op die uit het weekblad Donald Duck) getoond, waarop te zien is hoe de neefjes de attractie gebouwd hebben en hoe het aan de naam komt.

### AuqaMouse
Op 29 april 2021 maakte Disney Cruise Line bekend dat er een vergelijkbare attractie als de AquaDuck op de Disney Wish kwam, maar onder de naam AquaMouse. De glijbaan is 220 meter lang en boven het bovenste dek van het schip bevestigd. De verschillen tussen beide versies zijn aanzienlijk groot. De AquaMouse wordt ook wel benoemd tot eerste Disney-attractie op zee. De AquaMouse heeft als thema de Disney+-original The Wonderful World of Mickey Mouse. 
De attractie laat tijdens de rit twee korte filmpjes zien, de "Scuba Scramble" en de "Swiss Meltdown". Het verhaal van Scuba Scramble draait om Mickey en Minnie die gaan duiken en op zoek gaan naar zeemeerminnen. In het verhaal van Swiss Meltdown willen Mickey, Minnie en Pluto gaan sleeën, maar dan begint de zon de sneeuw te smelten. De Swiss Meltdown kent een aantal verwijzingen naar The Matterhorn Bobsleds, het inmiddels verlaten Skyway en Mickey & Minnie dragen hun kleding uit Yodelberg.